# حافية على جسر الذهب (فلم)
حافية على جسر الذهب هو فيلم مصري عرض في 1 يناير 1976.

## القصة
تهوى كاميليا التمثيل تتعرف بالمخرج المنتج أحمد سامح الذي يتفق معها على بطولة فيلمه الجديد. يتقرب منها عزيز صاحب النفوذ ولكنها تصده. تتفق مع أحمد على الزواج فيهددها عزيز بقتله. تقرر التضحية بحبها فتعامل أحمد بجفاء وتصده. يعتدي أعوان عزيز على أحمد ويصاب. تساوم كاميليا عزيز بأن يسمح لأحمد بالسفر للخارج للعلاج مقابل أن تهبه نفسها فيوافق وفي الطائرة يتسلم أحمد خطابًا من كاميليا تعترف له بالحقيقة. تذهب كاميليا لمنزل عزيز بإرادتها وهناك يقع مالم يكن في الحسبان.

## بطولة
| - حسين فهمي:أحمد سامح - ميرفت أمين:كاميليا - عادل أدهم:عزبز - عبد المنعم إبراهيم:محبوب - نجوى فؤاد:روحية | - مريم فخر الدين:ليليان - أحمد توفيق:شكري عبد الحميد - كوثر العسال - عدوي غيث - عثمان الحمامصي | - شفيق جلال - بدرية عبد الجواد - مختار السيد - ميرنا لوي |

## إداريون
| - إبراهيم الورداني:سيناريو وحوار - عبد الحي أديب:مؤلف - عاطف سالم:مخرج | - محمود نصر:مدير التصوير - نصري عبد النور:مهندس الصوت - هاني مهنى:الموسيقى التصويرية |

## روابط خارجية
- مقالات تستعمل روابط فنية بلا صلة مع ويكي بيانات